# Stróbl Zsófia
Stróbl Zsófia Wilhelmina Johanna (Krakkó, 1853. május 14. – Budapest, 1941. szeptember 17.) festő- és grafikusművész. 

## Életpályája
Művészeti tanulmányait Bécsben és Budapesten végezte el. 1885–1910 között a Magyar Képzőművészeti Főiskola hallgatója volt.
Arc- és tájképeket festett, melyekből Budapesten rendeztek kiállítást.

## Családja
Szülei Stróbl József (1812–1883) és Szavolnik Karolina voltak. Stróbl Alajos (1856–1926) szobrászművész testvére.

## Festményei

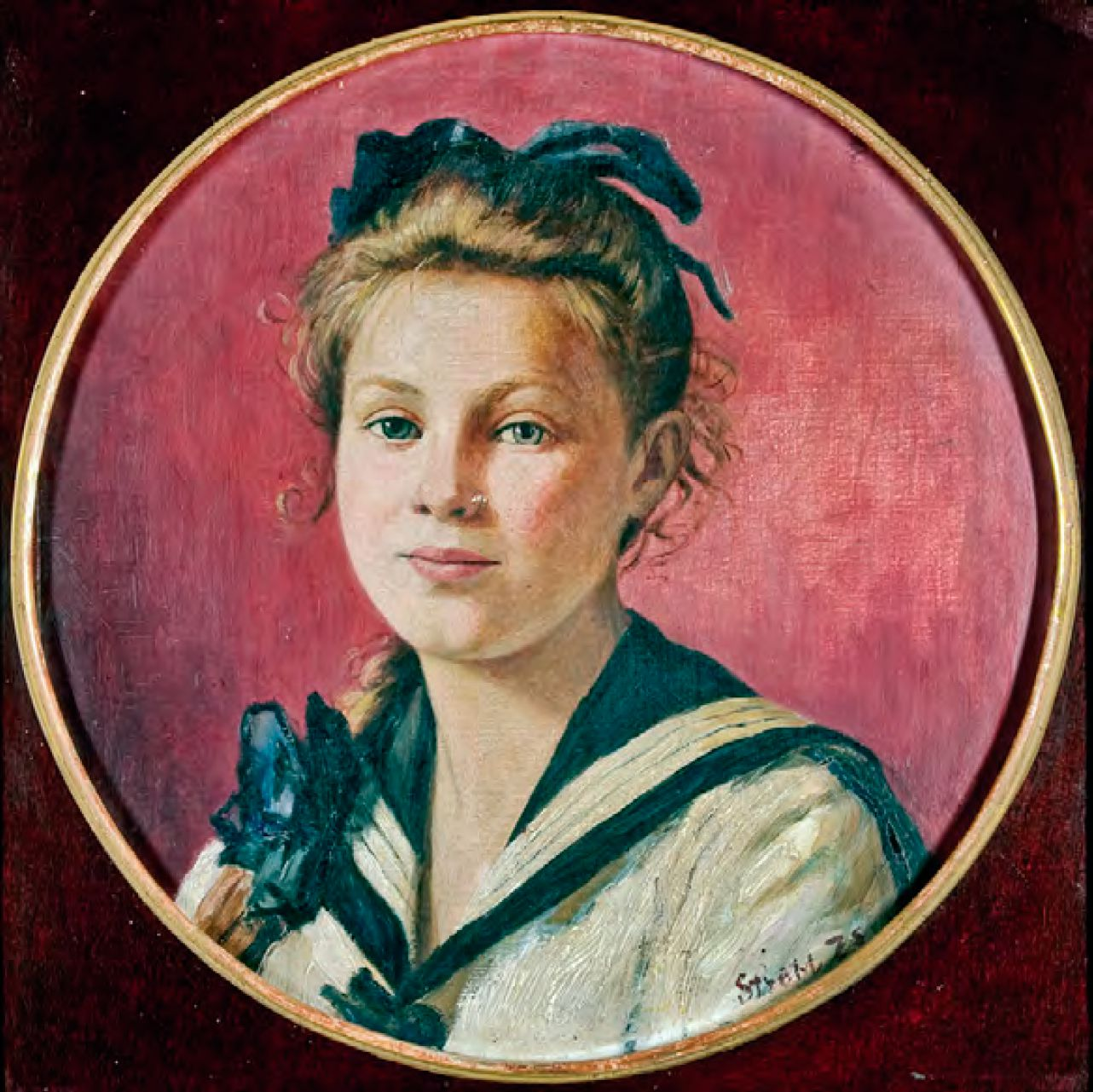
Matrózblúzos lány

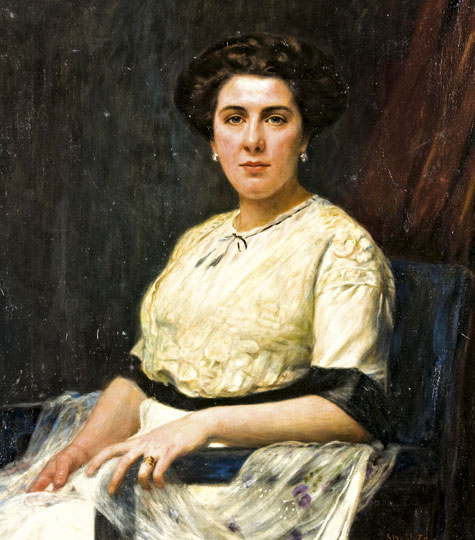
Hertzka Mária portréja

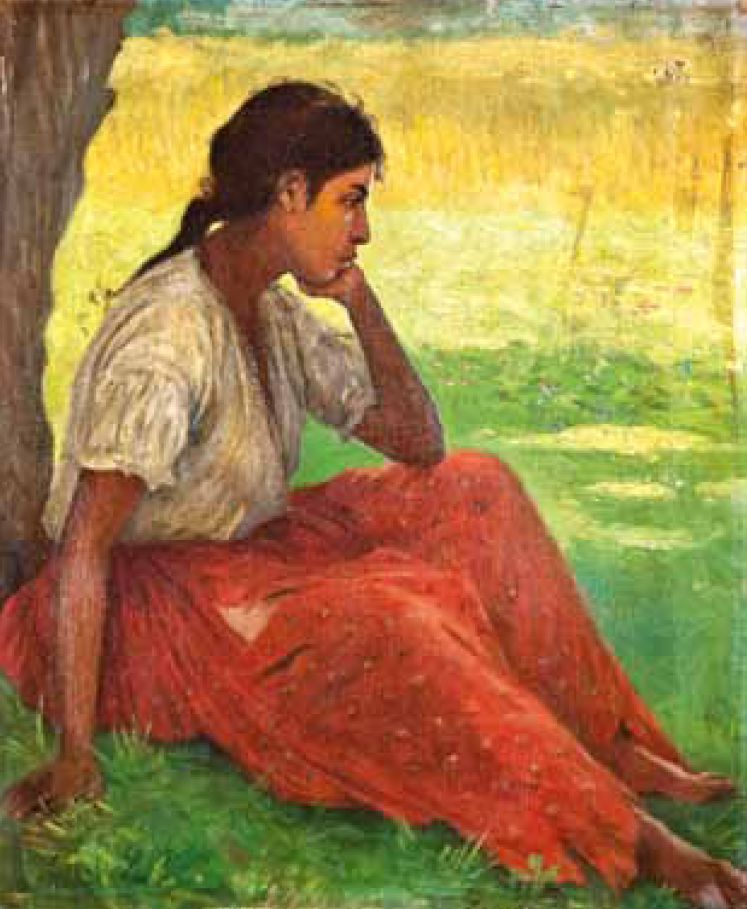
Cigánylány

- Vargánya gombák (1898)
- Hölgy vörös ruhában
- Varrogató
- Őszi szántás
- Matrózblúzos leány
- Hertzka Mária portréja
- Cigánylány
- Női portré
- Csendélet homárral
- Sárga és kék virágok
- Alkalmi flört
- Szilvás csendélet
- Menyecske
- Ibolyák
- Virágok vázában
- Leányok a kútnál
- Gyümölcscsendélet
- Uzsonna
- Gombacsendélet